# Slike
A Slike a Grupa 220 második nagylemeze, amely 1975-ben jelent meg a Suzy kiadásában. Katalógusszáma: LP-319. 2005-ben CD-n is megjelent.

## Az album dalai

### A oldal
1. Slike	(4:57)
2. Bijeg	(5:10)
3. Zlatna vrata (7:10)

### B oldal
1. Kraljica (4:22)
2. Nostalgija (4:44)
3. Marija (4:07)
4. Čovjek-bubanj	(5:03)

## Közreműködők
- Nenad Zubak - basszusgitár, ének
- Ivan Stančić - dob
- Husein Hasanefendić - elektromos gitár, ének
- Jurica Pađen - szólógitár